# Radical Sista
Radical Sista tên thật là Rani Kaur là một DJ người Anh của Origine India, người đã từng rất nổi tiếng trong các hộp đêm ở Bradford trong thập niên 90. Cô chủ yếu được biết đến với tiết mục đặc sắc ở thể loại Bhangra.